# Сант-Андреа-делла-Валле (титулярная церковь)
Титулярная церковь Сант-Андреа-делла-Валле (лат. Titulus Sancti Andreae Apostoli de Valle) — титулярная церковь была создана Папой Иоанном XXIII 12 марта 1960 года апостольской конституцией Quandoquidem in more. Титулярная церковь принадлежит барочной базилике Сант-Андреа-делла-Валле, расположенной в районе Рима Сант-Эустакьо, на пьяцца Видони, пастырский дом и вспомогательном месте богослужения в приходе Сан-Карло-аи-Катинари.

## Список кардиналов-священников титулярной церкви Сант-Андреа-делла-Валле
- Луиджи Тралья — (31 марта 1960 — 28 апреля 1968, назначен кардиналом-священником Сан-Лоренцо-ин-Дамазо);
- Йозеф Хёффнер — (30 апреля 1969 — 16 октября 1987, до смерти);
- Джованни Канестри — (28 июня 1988 — 29 апреля 2015, до смерти);
- Дьёдонне Нзапалаинга, C.S.Sp. — (19 ноября 2016 — по настоящее время).